# Peter Villaume

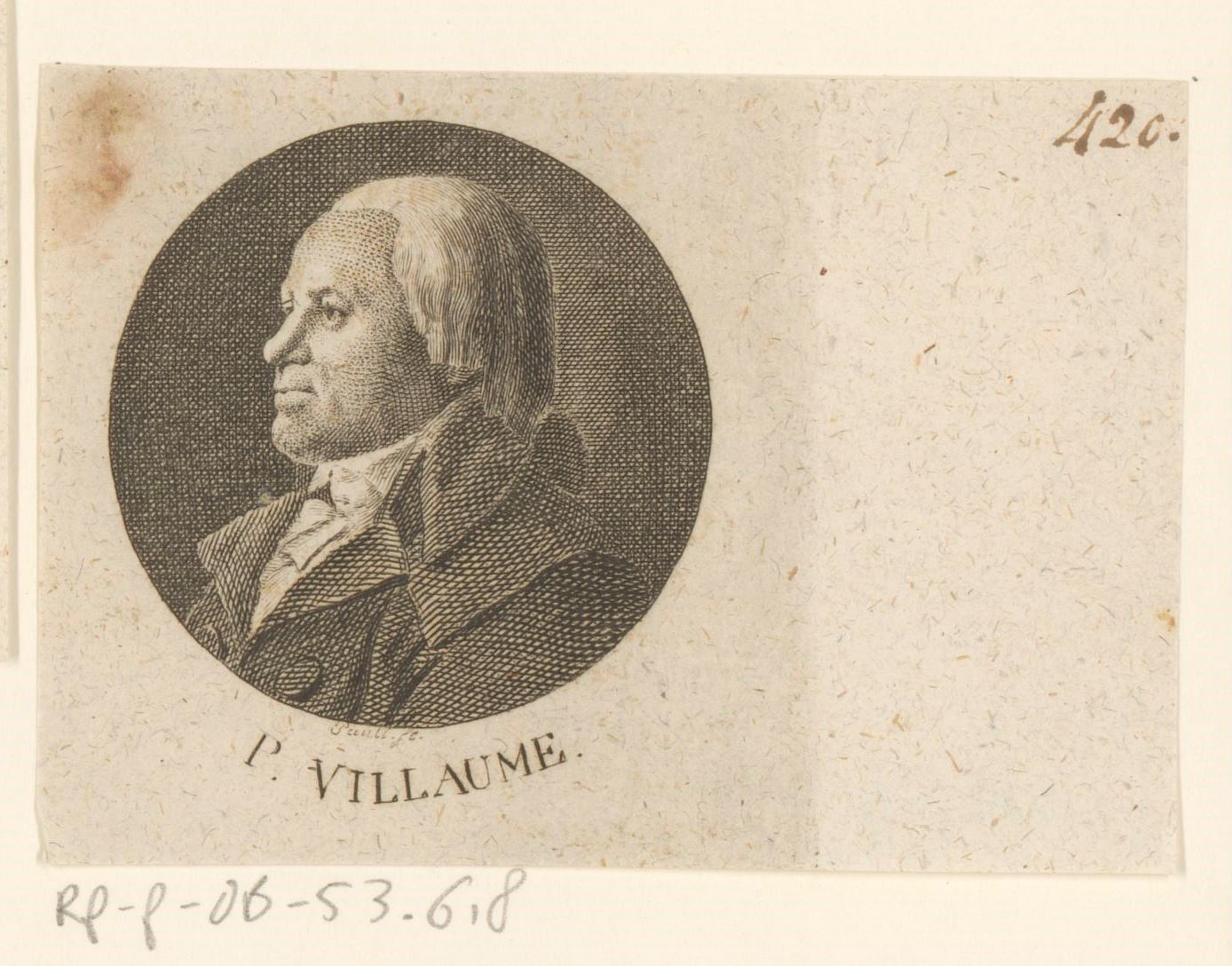
Peter Villaume

Peter Villaume (* 16. Juli 1746 in Berlin; † 11. Juni 1825 in Fyrendal auf Fünen in Fuirendal) war ein deutscher Theologe und Pädagoge hugenottischer Abstammung.

## Herkunft
Villaume stammt aus einer Berliner Hugenotten-Familie. Sein Großvater der Bäcker Daniel Villaume war nach der Aufhebung des Edikts von Nantes aus Semécourt nach Preußen geflohen. 
Sein Vater war der Strumpffabrikant Pierre Villaume (* 27. Mai 1718 Berlin; † 28. Juni 1752 Berlin), der am 11. Juli 1745 Marie Duplan (* 3. Juli 1710 Berlin; † 6. Mai 1794 Berlin) geheiratet hatte.

## Leben
Villaume war seit 1763 „als Lehrer angestellt“. Er studierte später in Berlin Theologie und wurde nach dem erfolgreichen Abschluss seines Studiums im Jahre 1771 Prediger in der französisch-reformierten Gemeinde Schwedt/Oder und im Jahre 1776 in Halberstadt.
Am 4. Juni 1771 heiratete er Susanne Marre († 9. April 1815). Zur Jahreswende 1779/80 gründete er zusammen mit seiner Ehefrau in Halberstadt die Erziehungsanstalt für Frauenzimmer aus gesittetem Stand und von Adel.
1787 nahm Villaume einen Ruf an das Joachimsthalsches Gymnasium in Berlin als Professor der Philosophie in der Nachfolge des Professors Johann Jakob Engel (1741–1802) an, der die Stelle aufgegeben hatte, um Leiter des Königlichen Theaters in Berlin zu werden. Bis 1793 lehrte er dort Moral und die schönen Künste. Sein Rückzug aus dem Amt war seine Reaktion auf das Wöllnersche Religionsedikt. In der Tat hatte Villaume, um allen Schwierigkeiten aus dem Weg zu gehen, bei seinem Entlassungsbegehren vom 14. März 1793 lediglich gesundheitliche Gründe angegeben. Das Dansk Biografisk Leksikon (Band 15, S. 545) schreibt: „Ved sin radikale rationalisme kom V. imidlertid i den grad paa kant med det reaktionaere Wöllnerske styre at han 1793 bestemte sig til at opgive sin stilling og drage til Danmark.“ („Mit seinem radikalen Rationalismus geriet V. indessen in einen solchen Gegensatz zu der reaktionären Herrschaft Wöllners, dass er sich 1793 entschloss, seine Stellung aufzugeben und nach Dänemark zu gehen.“)
In Berlin hatte er auch Bekanntschaft mit Joachim Heinrich Campe gemacht. Ab 1787 half er Campe mit Beiträgen zu seiner Enzyklopädie Allgemeine Revision des gesamten Schul- und Erziehungswesen. Mit diesen Artikeln bereitete Villaume die Basis für eine Sportpädagogik im Allgemeinen wie im Speziellen, während sein Kollege Johann Friedrich Oest die Sexualkunde bearbeitete.
Davon wurden spätere Pädagogen wie Johann Christoph Guts Muths und Friedrich Ludwig Jahn sehr beeinflusst.
Villaume war auch ein Pionier der geschlechtlichen Unterweisung und Aufklärung. In seiner Schrift Über die Unzuchtsünden in der Jugend, die als Teil 7 in Campes „Revisionswerk“ erschien, gab er Anregungen für die Behandlung geschlechtlicher Fragen in der Schule und im Elternhaus.
Nach seiner Amtsaufgabe ging Villaume zusammen mit seiner Familie nach Fyrendal auf Fünen, wo er auch bald wieder an einer Lehranstalt eine Anstellung fand. Im Jahre 1790 hatte Peter Villaume in Berlin den dänischen Adligen Johann Ludwig Reventlow (1751–1801) aus Brahetrolleborg (Fünen) (Bruder von Christian Detlev von Reventlow) kennengelernt. Auf dessen Gut zog er 1793, um zu privatisieren, wobei er dort allerdings Französisch unterrichtete. Reventlow plante die Gründung eines Seminars und einer internationalen interkonfessionellen Schule; als dieser Plan im Jahre 1794 realisiert wurde, arbeitete Villaume dort wieder als Lehrer in einem „für Kinder höherer Stände eingerichtete(n) Philanthropin“. In dieser Zeit verfasste er eine Reihe nur teilweise gedruckter theoretischer Schriften, die einen Einfluss des Philanthropinismus deutlich machen; darin betonte der Verfasser die Körperertüchtigung der Schüler und das praktische Arbeiten z. B. in der Landwirtschaft. Gerade die Landwirtschaft lag Villaume besonders am Herzen, so dass er sich einen eigenen Hof in der Nähe von Brahetrolleborg kaufte und ihn zwischen 1795 und 1807 bewirtschaftete. Im Jahre 1807 stellte er dem Grafen Frederik Adolf Holstein (1784–1836) in Holsteinborg (Seeland), der Reventlows Tochter geheiratet hatte, seine Kraft zur Verfügung, das materielle und geistige Niveau der Grafschaft zu erhöhen.
Villaume schrieb gleichermaßen deutsch wie französisch. In beiden Sprachen verfasste er Bedeutendes (Vgl. Hamberger/Meusel: Das gelehrte Teutschland. 5. Auflage. Band 8 (1800), Band 10 (1803), Band 11 (1805), Band 16 (1812), Band 21 (1827)), vor allem pädagogische und moralische Schriften. Auch beteiligte er sich an der Beantwortung zahlreicher Preisfragen, die verschiedene Akademien ausgeschrieben hatten; so z. B. bei den Akademien in Padua, Metz, Kopenhagen und Berlin, wo er im Jahre 1788 einen Preis für die Beantwortung einer Frage über die elterliche Autorität erhielt. Weiter beteiligte er sich 1784 an der Beantwortung der Preisfrage nach der Universalität des Französischen, die von der Berliner Akademie der Wissenschaften ausgelobt worden war. Diesen Text hat Jürgen Storost entdeckt, seinem Verfasser zugeordnet und publiziert.
Im Alter von 79 Jahren starb Peter Villaume am 11. Juni 1825 in Fyrendal auf Fünen.

## Werke (Auswahl)
- Lecture amusante pour la jeunesse des deux sexes (Leipzig 1788)
- Praktisches Handbuch für Lehrer in Bürger- und Landschulen (1781)
- Geschichte des Menschen (1783)
- Über die Erziehung zur Menschenliebe (1784)
- Von dem Ursprung und den Absichten des Uebels, 3 Bde. (1784–87)
- Methode jungen Leuten zu der Fertigkeit zu verhelfen, ihre Gedanken schriftlich auszudrücken (1786)
- Practische Logik für junge Leute die nicht studiren wollen(1787)
- Über die Unzuchtsünden in der Jugend. In: Joachim Heinrich Campe (Hrsg.): Allgemeine Revision des gesammten Schul- und Erziehungswesens. 7. Theil. Wolfenbüttel 1787.
- Versuche über einige psychologische Fragen (1791)
- Über das Verhältnis der Religion zur Moral und zum Staate (1791)
- Lettres de Mde Worthley Montague (Berlin ³1793; „Troisieme Edition revue sur l’original, et augmentée d'une quatrième partie de Lettres par Villaume“)
- Abhandlungen das Interesse der Menschheit und der Staaten betreffend (1794)